# Japonia na Letnich Igrzyskach Olimpijskich 2016
Japonię na Letnich Igrzyskach Olimpijskich 2016 reprezentowało 338 zawodników: 174 mężczyzn i 164 kobiety. Był to 22. start reprezentacji Japonii na letnich igrzyskach olimpijskich.

## Zdobyte medale
| Medal  | Zawodnik | Dyscyplina             | Konkurencja                           | Rezultat                                                                          | Data        |
| ------ | --- | ---------------------- | ------------------------------------- | --------------------------------------------------------------------------------- | ----------- |
| Złoto  | Kōsuke Hagino | Pływanie               | 400 m zmiennym mężczyzn indywidualnie | 4:06,05                                                                           | 6 sierpnia  |
| Złoto  | Shōhei Ōno | Judo                   | waga do 73 kg mężczyzn                | W finale pokonał reprezentanta Azerbejdżanu Rüstəma Orucov                        | 8 sierpnia  |
| Złoto  | Ryōhei Katō Kenzo Shirai Yūsuke Tanaka Kōhei Uchimura Kōji Yamamuro                                                    | Gimnastyka             | wielobój drużynowo mężczyzn           | 274,094 pkt                                                                       | 8 sierpnia  |
| Złoto  | Haruka Tachimoto | Judo                   | waga do 70 kg kobiet                  | W finale pokonała reprezentantkę Kolumbii Yuri Alvear.                            | 10 sierpnia |
| Złoto  | Mashu Baker | Judo                   | waga do 90 kg mężczyzn                | W finale pokonał reprezentanta Gruzji Warlama Liparteliani                        | 10 sierpnia |
| Złoto  | Kōhei Uchimura | Gimnastyka             | wielobój indywidualnie mężczyzn       | 92,365 pkt                                                                        | 10 sierpnia |
| Złoto  | Rie Kanetō | Pływanie               | 200 m klasycznym kobiet               | 2:20,30                                                                           | 11 sierpnia |
| Złoto  | Eri Tōsaka | Zapasy                 | styl wolny waga do 48 kg kobiet       | W finale pokonała reprezentantkę Azerbejdżanu Mariję Stadnik.                     | 17 sierpnia |
| Złoto  | Kaori Ichō | Zapasy                 | styl wolny waga do 58 kg kobiet       | W finale pokonała reprezentantkę Rosji Waleriję Kobłową.                          | 17 sierpnia |
| Złoto  | Sara Doshō | Zapasy                 | styl wolny waga do 69 kg kobiet       | W finale pokonała reprezentantkę Rosji Natalję Worobjową.                         | 17 sierpnia |
| Złoto  | Misaki Matsutomo Ayaka Takahashi                                                                                       | Badminton              | debel kobiet                          | W finale pokonały parę duńską Pedersen / Juhl 2:1                                 | 18 sierpnia |
| Złoto  | Risako Kawai | Zapasy                 | styl wolny waga do 63 kg kobiet       | W finale pokonała reprezentantkę Białorusi Maryję Mamaszuk.                       | 18 sierpnia |
| Srebro | Masato Sakai | Pływanie               | 200 m motylkiem mężczyzn              | 1:53,40                                                                           | 9 sierpnia  |
| Srebro | Kōsuke Hagino | Pływanie               | 200 m zmiennym mężczyzn               | 1:56,61                                                                           | 11 sierpnia |
| Srebro | Hisayoshi Harasawa | Judo                   | waga powyżej 100 kg mężczyzn          | W finale uległ reprezentantowi Francji Teddego Riner.                             | 12 sierpnia |
| Srebro | Shinobu Ōta | Zapasy                 | styl klasyczny waga do 59 kg mężczyzn | W finale uległ reprezentantowi Kuby Ismaelowi Molina.                             | 14 sierpnia |
| Srebro | Kōki Niwa Jun Mizutani Maharu Yoshimura                                                                                | Tenis stołowy          | turniej drużynowy mężczyzn            | W pojedynku o złoty medal ulegli drużynie Chin 1:3.                               | 17 sierpnia |
| Srebro | Saori Yoshida | Zapasy                 | styl wolny waga do 53 kg kobiet       | W finale uległa reprezentantce USA Helen Maroulis.                                | 18 sierpnia |
| Srebro | Rei Higuchi | Zapasy                 | styl wolny waga do 57 kg mężczyzn     | W finale uległ reprezentantowi Gruzji Wladimerowi Chinczegaszwili.                | 19 sierpnia |
| Srebro | Ryōta Yamagata Shōta Iizuka Yoshihide Kiryū Asuka Cambridge                                                            | Lekkoatletyka          | sztafeta 4 × 100 m mężczyzn           | 37,60 s                                                                           | 19 sierpnia |
| Brąz   | Ami Kondo | Judo                   | waga do 48 kg kobiet                  | W walce o brązowy medal pokonała reprezentantkę Mongolii Mönchbatyn Uranceceg.    | 6 sierpnia  |
| Brąz   | Naohisa Takatō | Judo                   | waga do 60 kg mężczyzn                | Wwalce o brązowy medal pokonał reprezentanta Azerbejdżanu Orxan Səfərov.          | 6 sierpnia  |
| Brąz   | Hiromi Miyake | Podnoszenie ciężarów   | waga do 48 kg kobiet                  | 188 kg                                                                            | 6 sierpnia  |
| Brąz   | Daiya Seto | Pływanie               | 400 m zmiennym mężczyzn               | 4:09,71                                                                           | 6 sierpnia  |
| Brąz   | Misato Nakamura | Judo                   | waga do 52 kg kobiet                  | W pojedynku o brązowy medal pokonała reprezentantkę Brazylii Érika Miranda.       | 7 sierpnia  |
| Brąz   | Masashi Ebinuma | Judo                   | waga do 66 kg mężczyzn                | W pojedynku o brązowy medal pokonał reprezentanta Kanady Antoine Bouchard.        | 7 sierpnia  |
| Brąz   | Kaori Matsumoto | Judo                   | waga do 57 kg kobiet                  | W walce o brązowy medal pokonała reprezentantkę Chińskiego Tajpej Lien Chen-ling. | 8 sierpnia  |
| Brąz   | Takuya Haneda | Kajakarstwo górskie    | slalom C-1                            | 97,44 pkt                                                                         | 9 sierpnia  |
| Brąz   | Takanori Nagase | Judo                   | waga do 81 kg mężczyzn                | W walce o brązowy medal pokonał reprezentanta Gruzji Awtandil Czrikiszwili.       | 9 sierpnia  |
| Brąz   | Kōsuke Hagino Naito Ehara Yuki Kobori Takeshi Matsuda                                                                  | Pływanie               | Sztafeta 4 × 200 m dowolnym mężczyzn  | 7:03,50                                                                           | 9 sierpnia  |
| Brąz   | Natsumi Hoshi | Pływanie               | 200 m motylkiem kobiet                | 2:05,20                                                                           | 10 sierpnia |
| Brąz   | Ryūnosuke Haga | Judo                   | waga do 100 kg mężczyzn               | W walce o brązowy medal pokonał reprezentanta Ukrainy Artema Błoszenko.           | 11 sierpnia |
| Brąz   | Jun Mizutani | Tenis stołowy          | singiel mężczyzn                      | W pojedynku o brązowy medal pokonał Białorusina Uładzimira Samsonau 4:1           | 11 sierpnia |
| Brąz   | Kanae Yamabe | Judo                   | waga powyżej 78 kg kobiet             | W walce o brązowy medal pokonała reprezentantkę Turcji Kayra Sayit.               | 12 sierpnia |
| Brąz   | Kei Nishikori | Tenis ziemny           | singiel mężczyzn                      | W pojedynku o brązowy medal pokonał Hiszpana Rafaela Nadala 2:1.                  | 15 sierpnia |
| Brąz   | Kenzō Shirai | Gimnastyka             | skok mężczyzn                         | 15,449 pkt                                                                        | 15 sierpnia |
| Brąz   | Yukiko Inui Risako Mitsui                                                                                              | Pływanie synchroniczne | duet kobiet                           | 188,0547                                                                          | 16 sierpnia |
| Brąz   | Ai Fukuhara Kasumi Ishikawa Mima Itō                                                                                   | Tenis stołowy          | turniej drużynowy kobiet              | W pojedynku o brązowy medal pokonały drużynę Singapuru 3:1.                       | 16 sierpnia |
| Brąz   | Nozomi Okuhara | Badminton              | gra pojedyncza kobiet                 | W pojedynku o brązowy medal pokonała reprezentantkę Chin Li Xuerui.               | 19 sierpnia |
| Brąz   | Yukiko Inui Risako Mitsui Aika Hakoyama Kano Omata Mai Nakamura Kei Marumo Kurumi Yoshida Kanami Nakamaki Aiko Hayashi | Pływanie synchroniczne | kobiety drużynowo                     | 189,2056                                                                          | 19 sierpnia |
| Brąz   | Hirooki Arai | Lekkoatletyka          | chód 50 km mężczyzn                   | 3:41:24                                                                           | 19 sierpnia |

## Skład kadry

### Badminton
| Zawodnik                         | Konkurencja        | Faza grupowa                       | Faza grupowa                                  | Faza grupowa                   | Pozycja | 1/8                       | Ćwierćfinały                                 | Półfinały                    | Finał                                  | Finał   | Źródło |
| Zawodnik                         | Konkurencja        | Przeciwnik Wynik                   | Przeciwnik Wynik                              | Przeciwnik Wynik               | Pozycja | Przeciwnik Wynik          | Przeciwnik Wynik                             | Przeciwnik Wynik             | Przeciwnik Wynik                       | Pozycja | Źródło |
| -------------------------------- | ------------------ | ---------------------------------- | --------------------------------------------- | ------------------------------ | ------- | ------------------------- | -------------------------------------------- | ---------------------------- | -------------------------------------- | ------- | ------ |
| Shō Sasaki                       | gra pojedyncza (m) | Koukal 2:1 (21-10, 16-21, 21-12)   | Ouseph 0:2 (15-21, 9-21)                      | N/A                            | 2.      | NQ                        | NQ                                           | NQ                           | NQ                                     | 14.     | [ 1 ]  |
| Hiroyuki Endo Kenichi Hayakawa   | gra podwójna (m)   | Biao Wei 2:1 (21-18, 14-21, 23-21) | Ahsan Setiawan 2:1 (21-17, 16-21, 21-14)      | Attri Reddy 0:2 (21-23, 11-21) | 1.      | N/A                       | Ellis Langridge 0:2 (19-21, 17-21)           | NQ                           | NQ                                     | 5.      | [ 2 ]  |
| Nozomi Okuhara                   | gra pojedyncza (k) | Vũ 2:0(21-10, 21-8)                | Fanetri 2:0(21-12, 21-12)                     | N/A                            | 2.      | Bae 2:0(21-6, 21-7)       | Yamaguchi 2:1(11-21, 21-17, 21-10)           | Sindhu 0:2(19-21, 10-21)     | Li 2:0(w/o)                            | brąz    | [ 3 ]  |
| Akane Yamaguchi                  | gra pojedyncza (k) | Gavnholt 2:0(21-12, 21-15)         | Tee 2:0(21-18, 21-5)                          | N/A                            | 1.      | Intanon 2:0(21-19, 21-16) | Okuhara 1:2(21-11, 17-21, 10-21)             | NQ                           | NQ                                     | 5.      | [ 3 ]  |
| Misaki Matsutomo Ayaka Takahashi | gra podwójna (k)   | Gutta Ponnappa 2:0 (21-15, 21-10)  | Supajirakul Taerattanachai 2:0 (21-13, 21-15) | Muskens Piek 2:0 (21-9, 21-11) | 1.      | N/A                       | Hoo Kah Mun Khe Wei 2:1 (21-16, 18-21, 21-9) | Jung Shin 2:0 (21-16, 21-15) | Pedersen Juhl 2:1 (18-21, 21-9, 21-19) | złoto   | [ 4 ]  |
| Kenta Kazuno Ayane Kurihara      | mikst              | Arends Piek 2:0 (21-14, 21-19)     | Chew Subandhi 2:0 (21-6, 21-12)               | Ko Kim 0:2 (23-25, 17-21)      | 2.      | N/A                       | Zhang Zhao 0:2 (14-21, 12-21)                | NQ                           | NQ                                     | 5.      | [ 5 ]  |

### Boks
Mężczyźni
| Zawodnik          | Konkurencja  | 1/16             | 1/8              | Ćwierćfinał      | Półfinał         | Finał            | Finał   | Źródło |
| Zawodnik          | Konkurencja  | Przeciwnik Wynik | Przeciwnik Wynik | Przeciwnik Wynik | Przeciwnik Wynik | Przeciwnik Wynik | Miejsce | Źródło |
| ----------------- | ------------ | ---------------- | ---------------- | ---------------- | ---------------- | ---------------- | ------- | ------ |
| Arashi Morisaka   | waga kogucia | Avagyan P 1-2    | NQ               | NQ               | NQ               | NQ               | NQ      | [ 6 ]  |
| Daisuke Narimatsu | waga lekka   | Cabrera W 2-1    | Balderas P 0-3   | NQ               | NQ               | NQ               | NQ      | [ 7 ]  |

### Gimnastyka
Mężczyźni
| Zawodnik       | Konkurencja        | Kwalifikacje | Kwalifikacje | Kwalifikacje | Kwalifikacje | Kwalifikacje | Kwalifikacje | Kwalifikacje | Kwalifikacje | Finał    | Finał    | Finał    | Finał    | Finał    | Finał    | Finał   | Finał   | Źródło |
| Zawodnik       | Konkurencja        | Przyrząd     | Przyrząd     | Przyrząd     | Przyrząd     | Przyrząd     | Przyrząd     | Razem        | Pozycja      | Przyrząd | Przyrząd | Przyrząd | Przyrząd | Przyrząd | Przyrząd | Razem   | Pozycja | Źródło |
| Zawodnik       | Konkurencja        | F            | PH           | R            | V            | PB           | HB           | Razem        | Pozycja      | F        | PH       | R        | V        | PB       | HB       | Razem   | Pozycja | Źródło |
| -------------- | ------------------ | ------------ | ------------ | ------------ | ------------ | ------------ | ------------ | ------------ | ------------ | -------- | -------- | -------- | -------- | -------- | -------- | ------- | ------- | ------ |
| Ryōhei Katō    | wielobój drużynowy | 15,033       | 14,800       | 13,966       | 14,933       | 15,500       | 15,000       | 89,232       | 6.           | N/A      | N/A      | N/A      | 15,233   | N/A      | N/A      | N/A     | N/A     | [ 8 ]  |
| Kenzo Shirai   | wielobój drużynowy | 15,333       | N/A          | N/A          | 15,283       | N/A          | N/A          | 30,799       | 75.          | 16,133   | N/A      | N/A      | 15,633   | N/A      | N/A      | N/A     | N/A     | [ 9 ]  |
| Yūsuke Tanaka  | wielobój drużynowy | 15,233       | 13,366       | 14,733       | N/A          | 13,866       | 14,666       | 71,864       | 75.          | N/A      | N/A      | 14,933   | N/A      | 15,900   | 15,166   | N/A     | N/A     | [ 10 ] |
| Kōhei Uchimura | wielobój drużynowy | 15,533       | 14,966       | 14,700       | 15,533       | 15,466       | 14,300       | 90,498       | 2.           | 15,600   | 15,100   | 14,800   | 15,566   | 15,366   | 15,166   | N/A     | N/A     | [ 11 ] |
| Kōji Yamamuro  | wielobój drużynowy | N/A          | 14,533       | 14,700       | 13,200       | 12,733       | 14,333       | 69,499       | 53.          | N/A      | 13,900   | 14,866   | N/A      | N/A      | N/A      | N/A     | N/A     | [ 12 ] |
| Razem          | wielobój drużynowy | 46,099       | 44,299       | 44,133       | 45,932       | 44,832       | 43,999       | 269,294      | 4.           | 47,199   | 43,933   | 44,599   | 46,199   | 46,766   | 45,398   | 274,094 | złoto   | [ 13 ] |

| Zawodnik       | Konkurencja            | Kwalifikacje | Kwalifikacje | Kwalifikacje | Kwalifikacje | Kwalifikacje | Kwalifikacje | Kwalifikacje | Kwalifikacje | Finał    | Finał    | Finał    | Finał    | Finał    | Finał    | Finał  | Finał   | Źródło        |
| Zawodnik       | Konkurencja            | Przyrząd     | Przyrząd     | Przyrząd     | Przyrząd     | Przyrząd     | Przyrząd     | Razem        | Pozycja      | Przyrząd | Przyrząd | Przyrząd | Przyrząd | Przyrząd | Przyrząd | Razem  | Pozycja | Źródło        |
| Zawodnik       | Konkurencja            | F            | PH           | R            | V            | PB           | HB           | Razem        | Pozycja      | F        | PH       | R        | V        | PB       | HB       | Razem  | Pozycja | Źródło        |
| -------------- | ---------------------- | ------------ | ------------ | ------------ | ------------ | ------------ | ------------ | ------------ | ------------ | -------- | -------- | -------- | -------- | -------- | -------- | ------ | ------- | ------------- |
| Ryōhei Katō    | wielobój indywidualnie | 15,033       | 14,800       | 13,966       | 14,933       | 15,500       | 15,000       | 89,232       | 6.           | 15,266   | 14,900   | 14,566   | 15,058   | 14,900   | 13,900   | 88,590 | 11.     | [ 8 ]         |
| Kōhei Uchimura | wielobój indywidualnie | 15,533       | 14,966       | 14,700       | 15,533       | 15,466       | 14,300       | 90,498       | 2.           | 15,766   | 14,900   | 14,733   | 15,566   | 15,600   | 15,800   | 92,365 | złoto   | [ 11 ]        |
| Kenzo Shirai   | ćwiczenia wolne        | 15,333       | N/A          | N/A          | N/A          | N/A          | N/A          | 15,333       | 6.           | 15,366   | N/A      | N/A      | N/A      | N/A      | N/A      | 15,366 | 4.      | [ 9 ]         |
| Kōhei Uchimura | ćwiczenia wolne        | 15,533       | N/A          | N/A          | N/A          | N/A          | N/A          | 15,533       | 3.           | 15,241   | N/A      | N/A      | N/A      | N/A      | N/A      | 15,241 | 5.      | [ 11 ]        |
| Yūsuke Tanaka  | ćwiczenia wolne        | 15,333       | N/A          | N/A          | N/A          | N/A          | N/A          | 15,233       | 8.           | NQ       | NQ       | NQ       | NQ       | NQ       | NQ       | NQ     | NQ      | [ 10 ] [ 14 ] |
| Ryōhei Katō    | ćwiczenia na poręczach | N/A          | N/A          | N/A          | N/A          | 15,500       | N/A          | 15,500       | 8.           | N/A      | N/A      | N/A      | N/A      | 15,233   | N/A      | 15,233 | 7.      | [ 8 ]         |
| Kenzo Shirai   | skoki                  | N/A          | N/A          | N/A          | 15,283       | N/A          | N/A          | 15,283       | 3.           | N/A      | N/A      | N/A      | 15,449   | N/A      | N/A      | 15,449 | brąz    | [ 9 ]         |

Kobiety
| Zawodniczka    | Konkurencja        | Kwalifikacje | Kwalifikacje | Kwalifikacje | Kwalifikacje | Kwalifikacje | Kwalifikacje | Finał    | Finał    | Finał    | Finał    | Finał   | Finał   | Źródło |
| Zawodniczka    | Konkurencja        | Przyrząd     | Przyrząd     | Przyrząd     | Przyrząd     | Razem        | Pozycja      | Przyrząd | Przyrząd | Przyrząd | Przyrząd | Razem   | Pozycja | Źródło |
| Zawodniczka    | Konkurencja        | V            | UB           | BB           | F            | Razem        | Pozycja      | V        | UB       | BB       | F        | Razem   | Pozycja | Źródło |
| -------------- | ------------------ | ------------ | ------------ | ------------ | ------------ | ------------ | ------------ | -------- | -------- | -------- | -------- | ------- | ------- | ------ |
| Asuka Teramoto | wielobój drużynowy | 14,800       | 14,900       | 13,666       | 13,700       | 57,066       | 12.          | 14,933   | 14,866   | 14,466   | N/A      | N/A     | N/A     | [ 15 ] |
| Mai Murakami   | wielobój drużynowy | 14,700       | 14,166       | 13,833       | 14,566       | 57,265       | 9.           | 14,833   | N/A      | 13,833   | 14,466   | N/A     | N/A     | [ 16 ] |
| Aiko Sugihara  | wielobój drużynowy | 14,300       | 14,400       | 14,133       | 14,033       | 56,866       | 16.          | N/A      | 14,600   | 14,300   | 14,100   | N/A     | N/A     | [ 17 ] |
| Sae Miyakawa   | wielobój drużynowy | 14,366       | N/A          | N/A          | 13,266       | 28,232       | 86.          | 15,066   | N/A      | N/A      | 13,908   | N/A     | N/A     | [ 18 ] |
| Yuki Uchiyama  | wielobój drużynowy | N/A          | 14,800       | 13,733       | N/A          | 28,533       | 81.          | N/A      | 15,000   | N/A      | N/A      | N/A     | N/A     | [ 19 ] |
| Razem          | wielobój drużynowy | 44,466       | 44,100       | 41,699       | 42,299       | 172,564      | 7.           | 44,832   | 44,466   | 42,599   | 42,474   | 174,371 | 4.      | [ 13 ] |

| Zawodniczka    | Konkurencja            | Kwalifikacje | Kwalifikacje | Kwalifikacje | Kwalifikacje | Kwalifikacje | Kwalifikacje | Finał     | Finał     | Finał     | Finał     | Finał  | Finał   | Źródło        |
| Zawodniczka    | Konkurencja            | Przyrządy    | Przyrządy    | Przyrządy    | Przyrządy    | Razem        | Pozycja      | Przyrządy | Przyrządy | Przyrządy | Przyrządy | Razem  | Pozycja | Źródło        |
| Zawodniczka    | Konkurencja            | V            | UB           | BB           | F            | Razem        | Pozycja      | V         | UB        | BB        | F         | Razem  | Pozycja | Źródło        |
| -------------- | ---------------------- | ------------ | ------------ | ------------ | ------------ | ------------ | ------------ | --------- | --------- | --------- | --------- | ------ | ------- | ------------- |
| Mai Murakami   | wielobój indywidualnie | 14,700       | 14,166       | 13,833       | 14,566       | 57,265       | 9.           | 14,866    | 13,766    | 13,900    | 14,133    | 56,665 | 14.     | [ 16 ]        |
| Aiko Sugihara  | wielobój indywidualnie | 14,300       | 14,400       | 14,133       | 14,033       | 56,866       | 16.          | NQ        | NQ        | NQ        | NQ        | NQ     | NQ      | [ 17 ] [ 20 ] |
| Asuka Teramoto | wielobój indywidualnie | 14,800       | 14,900       | 13,666       | 13,700       | 57,066       | 12.          | 15,100    | 14,566    | 14,266    | 14,033    | 57,965 | 8.      | [ 15 ]        |
| Mai Murakami   | ćwiczenia wolne        | N/A          | N/A          | N/A          | 14,566       | 14,566       | 8.           | N/A       | N/A       | N/A       | 14,533    | 14,533 | 7.      | [ 16 ]        |

#### Gimnastyka artystyczna
| Zawodnik                                                                   | Konkurencja           | Eliminacje | Eliminacje | Finał  | Finał   | Źródło |
| Zawodnik                                                                   | Konkurencja           | Wynik      | Pozycja    | Wynik  | Pozycja | Źródło |
| -------------------------------------------------------------------------- | --------------------- | ---------- | ---------- | ------ | ------- | ------ |
| Kaho Minagawa                                                              | wielobój indywidualny | 68,523     | 16.        | NQ     | NQ      | [ 21 ] |
| Airi Hatakeyama Rie Matsubara Sakura Noshitani Sayuri Sugimoto Kiko Yokota | zawody drużynowe      | 35,149     | 5.         | 34,200 | 8.      | [ 21 ] |

#### Skoki na trampolinie
| Zawodnik       | Konkurencja | Eliminacje        | Eliminacje    | Eliminacje | Eliminacje | Eliminacje | Finał    | Finał     | Finał  | Finał  | Finał   | Finał   | Źródło |
| Zawodnik       | Konkurencja | Układ obowiązkowy | Układ dowolny | Kara       | Razem      | Pozycja    | Trudność | Wykonanie | Lot    | Kara   | Łącznie | Pozycja | Źródło |
| Zawodnik       | Konkurencja | Punkty            | Punkty        | Punkty     | Punkty     | Pozycja    | Punkty   | Punkty    | Punkty | Punkty | Punkty  | Pozycja | Źródło |
| -------------- | ----------- | ----------------- | ------------- | ---------- | ---------- | ---------- | -------- | --------- | ------ | ------ | ------- | ------- | ------ |
| Masaki Itō     | mężczyźni   | 49,140            | 59,325        |            | 108,465    | 6.         | 17,200   | 24,000    | 17,600 |        | 58,800  | 6.      | [ 22 ] |
| Ginga Munetomo | mężczyźni   | 49,140            | 59,050        |            | 108,190    | 7.         | 18,000   | 23,700    | 17,835 |        | 59,536  | 4.      | [ 22 ] |
| Rana Nakano    | kobiety     | 44,580            | 52,195        |            | 96,775     | 13.        | NQ       | NQ        | NQ     | NQ     | NQ      | NQ      | [ 23 ] |

### Golf
| Zawodnik        | Konkurencja | Runda 1 | Runda 2 | Runda 3 | Runda 4 | Łącznie | Łącznie | Łącznie | Źródło |
| Zawodnik        | Konkurencja | Wynik   | Wynik   | Wynik   | Wynik   | Wynik   | Par     | Pozycja | Źródło |
| --------------- | ----------- | ------- | ------- | ------- | ------- | ------- | ------- | ------- | ------ |
| Yuta Ikeda      | Mężczyźni   | 74      | 69      | 69      | 69      | 281     | -3      | 21.     | [ 24 ] |
| Shingo Katayama | Mężczyźni   | 74      | 75      | 77      | 66      | 292     | +8      | 54.     | [ 24 ] |
| Haru Nomura     | kobiety     | 69      | 69      | 72      | 65      | 275     | -9      | 4.      | [ 24 ] |
| Shiho Oyama     | kobiety     | 70      | 71      | 77      | 74      | 292     | +8      | 42.     | [ 24 ] |

### Hokej na trawie
Turniej kobiet
- Reprezentacja kobiet

| - Nagisa Hayashi - Miyuki Nakagawa - Maki Sakaguchi - Aki Mitsuhashi - Ayaka Nishimura - Yuri Nagai - Mie Nakashima - Akane Shibata |  | - Yukari Mano - Emi Nishikori - Mayumi Ono - Motomi Kawamura - Minami Shimizu - Hazuki Nagai - Hazuki Yuda - Sakiyo Asano |

| Drużyna | Konkurencja | Faza grupowa     | Faza grupowa     | Faza grupowa          | Faza grupowa        | Faza grupowa     | Faza grupowa | Ćwierćfinały     | Półfinały        | Finał            | Pozycja | Źródło |
| Drużyna | Konkurencja | Przeciwnik Wynik | Przeciwnik Wynik | Przeciwnik Wynik      | Przeciwnik Wynik    | Przeciwnik Wynik | Pozycja      | Przeciwnik Wynik | Przeciwnik Wynik | Przeciwnik Wynik | Pozycja | Źródło |
| ------- | ----------- | ---------------- | ---------------- | --------------------- | ------------------- | ---------------- | ------------ | ---------------- | ---------------- | ---------------- | ------- | ------ |
| Japonia | kobiety     | Indie 2:2        | Argentyna 0:4    | Stany Zjednoczone 1:6 | Wielka Brytania 0:2 | Australia 0:2    | 5.           | NQ               | NQ               | NQ               | 10.     | [ 25 ] |

### Jeździectwo
Ujeżdżenie
| Zawodnik                                                | Koń                      | Konkurencja | Grand Prix | Grand Prix | Grand Prix Special | Grand Prix Special | Finał | Finał | Źródło |
| Zawodnik                                                | Koń                      | Konkurencja | Wynik      | Poz.       | Wynik              | Poz.               | Wynik | Poz.  | Źródło |
| ------------------------------------------------------- | ------------------------ | ----------- | ---------- | ---------- | ------------------ | ------------------ | ----- | ----- | ------ |
| Kiichi Harada                                           | Ujeżdżenie indywidualnie | Egistar     | 68,286     | 45.        | NQ                 | NQ                 | NQ    | NQ    | [ 26 ] |
| Yuko Kitai                                              | Ujeżdżenie indywidualnie | Don Lorean  | 67,271     | 48.        | NQ                 | NQ                 | NQ    | NQ    | [ 26 ] |
| Akane Kuroki                                            | Ujeżdżenie indywidualnie | Toots       | 66,900     | 50.        | NQ                 | NQ                 | NQ    | NQ    | [ 26 ] |
| Masanao Takahashi                                       | Ujeżdżenie indywidualnie | Fabriano    | 62,986     | 58.        | NQ                 | NQ                 | NQ    | NQ    | [ 26 ] |
| Kiichi Harada Yuko Kitai Akane Kuroki Masanao Takahashi | ujeżdżenie drużynowe     | jak wyżej   | 67,486     | 11.        | NQ                 | NQ                 | NQ    | NQ    | [ 26 ] |

Skoki przez przeszkody
| Zawodnik                                                    | Konkurencja         | Koń               | Runda 1 | Runda 1 | Runda 2 | Runda 2 | Runda 2 | Runda 3 | Runda 3 | Runda 3 | Finał   | Finał   | Finał   | Finał   | Finał | Finał | Źródło |
| Zawodnik                                                    | Konkurencja         | Koń               | Runda 1 | Runda 1 | Runda 2 | Runda 2 | Runda 2 | Runda 3 | Runda 3 | Runda 3 | Runda A | Runda A | Runda B | Runda B | Razem | Razem | Źródło |
| Zawodnik                                                    | Konkurencja         | Koń               | Błędy   | Poz.    | Błędy   | Razem   | Poz.    | Błędy   | Razem   | Poz.    | Błędy   | Poz.    | Błędy   | Poz.    | Błędy | Poz.  | Źródło |
| ----------------------------------------------------------- | ------------------- | ----------------- | ------- | ------- | ------- | ------- | ------- | ------- | ------- | ------- | ------- | ------- | ------- | ------- | ----- | ----- | ------ |
| Toshiki Masui                                               | Skoki indywidualnie | Taloubetdarco K Z | 16      | 64.     | NQ      | NQ      | NQ      | NQ      | NQ      | NQ      | NQ      | NQ      | NQ      | NQ      | NQ    | NQ    | [ 26 ] |
| Daisuke Fukushima                                           | Skoki indywidualnie | Cornet 36         | 47      | 68.     | NQ      | NQ      | NQ      | NQ      | NQ      | NQ      | NQ      | NQ      | NQ      | NQ      | NQ    | NQ    | [ 26 ] |
| Reiko Takeda                                                | Skoki indywidualnie | Bardolino         | 4       | 27.     | 4       | 5       | 26.     | DNF     | DNF     | DNF     | DNF     | DNF     | DNF     | DNF     | DNF   | DNF   | [ 26 ] |
| Taizo Sugitani                                              | Skoki indywidualnie | Imothep           | 16      | 64.     | NQ      | NQ      | NQ      | NQ      | NQ      | NQ      | NQ      | NQ      | NQ      | NQ      | NQ    | NQ    | [ 26 ] |
| Toshiki Masui Daisuke Fukushima Reiko Takeda Taizo Sugitani | Skoki drużynowo     | jak wyżej         | N/A     | N/A     | N/A     | N/A     | N/A     | N/A     | N/A     | N/A     | 36      | 14.     | NQ      | NQ      | NQ    | NQ    | [ 26 ] |

WKKW
| Zawodnik       | Konkurencja        | Koń               | Ujeżdżenie | Cross country | Skoki (runda kwalifikacyjna) | Razem | Skoki (runda finałowa) | Finał | Pozycja | Źródło |
| -------------- | ------------------ | ----------------- | ---------- | ------------- | ---------------------------- | ----- | ---------------------- | ----- | ------- | ------ |
| Yoshiaki Oiwa  | WKKW indywidualnie | The Duke of Cavan | 47,00      | 18,00         | 4,00                         | 69,00 | 8,00                   | 77,00 | 20.     | [ 26 ] |
| Ryuzo Kitajima | WKKW indywidualnie | Just Chocolate    | 57,70      | 74,40         | Rezygnacja                   | NQ    | NQ                     | NQ    | NQ      | [ 26 ] |

### Judo
Mężczyźni
| Zawodnik           | Konkurencja | 1/32             | 1/16                  | 1/8                  | Ćwierćfinał               | Półfinał              | Repasaże                 | Finał/ 3.miejsce       | Finał/ 3.miejsce | Źródło |
| Zawodnik           | Konkurencja | Przeciwnik Wynik | Przeciwnik Wynik      | Przeciwnik Wynik     | Przeciwnik Wynik          | Przeciwnik Wynik      | Przeciwnik Wynik         | Przeciwnik Wynik       | Pozycja          | Źródło |
| ------------------ | ----------- | ---------------- | --------------------- | -------------------- | ------------------------- | --------------------- | ------------------------ | ---------------------- | ---------------- | ------ |
| Naohisa Takatō     | - 60 kg     | BYE              | Siccardi W 101-000    | Petřikov W 100-000   | Papinaszwili P 000-100    | NQ                    | Kim W 001-000            | Səfərov W 000-000      | brąz             | [ 27 ] |
| Masashi Ebinuma    | - 66 kg     | BYE              | Chibana W 101-000     | Ma W 111-000         | Mateo W 111-000           | An P 000-001          | N/A                      | Bouchard W 101-000     | brąz             | [ 28 ] |
| Shōhei Ōno         | - 73 kg     | BYE              | Murillo W 100-000     | Scvortov W 100-000   | Szawdatuaszwili W 010-000 | Van Tichelt W 111-000 | N/A                      | Orujov W 110-000       | złoto            | [ 29 ] |
| Takanori Nagase    | - 81 kg     | BYE              | Csoknyai W 001-000    | Kibikai W 100-000    | Sergiu Toma P 000-001     | NQ                    | Valois-Fortier W 100-000 | Czrikiszwili W 001-000 | brąz             | [ 30 ] |
| Mashu Baker        | - 90 kg     | BYE              | Odenthal W 100-000    | Kukolj W 100-000     | Iddir W 100-000           | Cheng W 100-000       | N/A                      | Liparteliani W 001-000 | złoto            | [ 31 ] |
| Ryūnosuke Haga     | - 100 kg    | BYE              | Borodavko W 100-000   | Buzacarini W 000-000 | Krpálek P 000-000         | NQ                    | Ghwiniaszwili W 000-000  | Błoszenko W 100-000    | brąz             | [ 32 ] |
| Hisayoshi Harasawa | +100 kg     | BYE              | Okruashvili W 001-000 | Kokauri W 001-000    | Mendoza W 100-000         | Tangriyev W 101-000   | N/A                      | Riner P 000-000        | srebro           | [ 33 ] |

Kobiety
| Zawodniczka      | Konkurencja | 1/16                | 1/8                 | Ćwierćfinał              | Półfinał             | Repasaże            | Finał / 3.miejsce   | Finał / 3.miejsce | Źródła |
| Zawodniczka      | Konkurencja | Przeciwniczka Wynik | Przeciwniczka Wynik | Przeciwniczka Wynik      | Przeciwniczka Wynik  | Przeciwniczka Wynik | Przeciwniczka Wynik | Pozycja           | Źródła |
| ---------------- | ----------- | ------------------- | ------------------- | ------------------------ | -------------------- | ------------------- | ------------------- | ----------------- | ------ |
| Ami Kondo        | 48 kg       | BYE                 | Carrillo W 110-000  | Otgonceceg W 100-010     | Pareto P 000-010     | N/A                 | Uranceceg W 010-000 | brąz              | [ 34 ] |
| Misato Nakamura  | 52 kg       | BYE                 | Colmon W 100-000    | Kuziutina W 100-000      | Kelmendi P' 000-000  | N/A                 | Miranda W 010-000   | brąz              | [ 35 ] |
| Kaori Matsumoto  | 57 kg       | BYE                 | Dabonne W 101-000   | Pavia W 010-000          | Sumiyaa P 000-100    | N/A                 | Lien W 001-000      | brąz              | [ 36 ] |
| Miku Tashiro     | 63 kg       | BYE                 | Haecker W 111-000   | Unterwurzacher W 001-000 | Agbegnenou P 000-000 | N/A                 | Dżerbi P 000-011    | 5.                | [ 37 ] |
| Haruka Tachimoto | 70 kg       | Zhou W 100-000      | Polling W 002-001   | Zupancic W 010-000       | Koch W 010-000       | N/A                 | Alvear W 100-000    | złoto             | [ 38 ] |
| Mami Umeki       | 78 kg       | BYE                 | Joó P 000-020       | NQ                       | NQ                   | N/A                 | NQ                  | 9.                | [ 39 ] |
| Kanae Yamabe     | +78 kg      | BYE                 | Pakenytė W 100-000  | Savelkouls W 101-000     | Ortíz P 000-001      | N/A                 | Sayit W 010-000     | brąz              | [ 40 ] |

### Kajakarstwo górskie
| Zawodnik                    | Konkurencja | Eliminacje | Eliminacje | Eliminacje | Eliminacje | Eliminacje | Eliminacje | Półfinały | Półfinały | Finał | Finał   | Pozycja | Źródło |
| Zawodnik                    | Konkurencja | P 1        | M.         | P 2        | M.         | Razem      | M.         | Czas      | Miejsce   | Czas  | Miejsce | Pozycja | Źródło |
| --------------------------- | ----------- | ---------- | ---------- | ---------- | ---------- | ---------- | ---------- | --------- | --------- | ----- | ------- | ------- | ------ |
| Kazuki Yazawa               | K-1 (m)     | 92,23      | 9.         | 98,08      | 16.        | 92,23      | 14.        | 97,19     | 11.       | NQ    | NQ      | NQ      | [ 41 ] |
| Takuya Haneda               | C-1 (m)     | 98,69      | 6.         | 94,58      | 4.         | 94,58      | 5.         | 98,84     | 6.        | 97,44 | 3.      | brąz    | [ 41 ] |
| Tsubasa Sasaki Shota Sasaki | C-2 (m)     | 122,04     | 10.        | 119,04     | 10.        | 119,04     | 12.        | NQ        | NQ        | NQ    | NQ      | NQ      | [ 41 ] |
| Aki Yazawa                  | K-1 (k)     | 120,17     | 18.        | 128,00     | 16.        | 120,17     | 20.        | NQ        | NQ        | NQ    | NQ      | NQ      | [ 42 ] |

### Kolarstwo

#### Kolarstwo szosowe
| Zawodnik        | Konkurencja                    | Czas    | Pozycja | Źródło |
| --------------- | ------------------------------ | ------- | ------- | ------ |
| Yukiya Arashiro | wyścig ze startu wspólnego (m) | 6:19:43 | 27.     | [ 43 ] |
| Kohei Uchima    | wyścig ze startu wspólnego (m) | DNF     | DNF     | [ 43 ] |
| Eri Yonamine    | wyścig ze startu wspólnego (k) | 3:56:23 | 17.     | [ 44 ] |
| Eri Yonamine    | jazda na czas (k)              | 46:43   | 15.     | [ 44 ] |

#### Kolarstwo torowe
Omnium
| Zawodnik          | Konkurencja | Scratch | Scratch | Wyścig na dochodzenie | Wyścig na dochodzenie | Wyścig na dochodzenie | Wyścig eliminacyjny | Wyścig eliminacyjny | Wyścig na 500 m | Wyścig na 500 m | Wyścig na 500 m | Okrążenie start lotny | Okrążenie start lotny | Okrążenie start lotny | Wyścig punktowy | Wyścig punktowy | Suma punktów | Pozycja | Źródło |
| Zawodnik          | Konkurencja | Pozycja | Punkty  | Czas                  | Pozycja               | Punkty                | Pozycja             | Punkty              | Czas            | Pozycja         | Punkty          | Czas                  | Pozycja               | Punkty                | Punkty          | Pozycja         | Suma punktów | Pozycja | Źródło |
| ----------------- | ----------- | ------- | ------- | --------------------- | --------------------- | --------------------- | ------------------- | ------------------- | --------------- | --------------- | --------------- | --------------------- | --------------------- | --------------------- | --------------- | --------------- | ------------ | ------- | ------ |
| Kazushige Kuboki  | mężczyźni   | 12.     | 18      | 4:39,889              | 18.                   | 6                     | 4.                  | 34                  | 1:05,498        | 15.             | 12              | 13,587                | 16.                   | 10                    | 1               | 12.             | 81           | 14.     | [ 45 ] |
| Sakura Tsukagoshi | kobiety     | 17.     | 8       | 3:46,842              | 16.                   | 10                    | 17.                 | 8                   | 35,625          | 6.              | 30              | 14,638                | 15.                   | 12                    | 0               | 14              | 68           | 16.     | [ 46 ] |

Sprint
| Zawodnik            | Konkurencja       | Kwalifikacje  | Kwalifikacje    | Runda 1 | Repasaże        | Runda 2         | Repasaże        | Ćwierćfinały    | Półfinały       | Finał           | Finał   | Źródło |
| Zawodnik            | Konkurencja       | Czas Prędkość | Przeciwnik Czas | Pozycja | Przeciwnik Czas | Przeciwnik Czas | Przeciwnik Czas | Przeciwnik Czas | Przeciwnik Czas | Przeciwnik Czas | Pozycja | Źródło |
| ------------------- | ----------------- | ------------- | --------------- | ------- | --------------- | --------------- | --------------- | --------------- | --------------- | --------------- | ------- | ------ |
| Sei'ichirō Nakagawa | indywidualnie (m) | 10,241 70,305 | 25.             | NQ      | NQ              | NQ              | NQ              | NQ              | NQ              | NQ              | NQ      | [ 47 ] |

Keirin
| Zawodnik          | Konkurencja | Runda 1 | Repesaż | Runda 2 | Finał   | Źródło |
| Zawodnik          | Konkurencja | Pozycja | Pozycja | Pozycja | Pozycja | Źródło |
| ----------------- | ----------- | ------- | ------- | ------- | ------- | ------ |
| Kazunari Watanabe | mężczyźni   | 5.      | 4.      | NQ      | NQ      | [ 45 ] |
| Yuta Wakimoto     | mężczyźni   | 6.      | 2.      | NQ      | NQ      | [ 45 ] |

#### Kolarstwo górskie
| Zawodnik       | Konkurencja       | Czas    | Pozycja | Źródło |
| -------------- | ----------------- | ------- | ------- | ------ |
| Kohei Yamamoto | cross-country (m) | 1:40:34 | 21.     | [ 48 ] |

#### Kolarstwo BMX
| Zawodniczka        | Konkurencja | Eliminacje | Eliminacje | Ćwierćfinał | Ćwierćfinał | Półfinał | Półfinał | Finał | Finał   | Źródło |
| Zawodniczka        | Konkurencja | Wynik      | Miejsce    | Wynik       | Miejsce     | Wynik    | Miejsce  | Wynik | Miejsce | Źródło |
| ------------------ | ----------- | ---------- | ---------- | ----------- | ----------- | -------- | -------- | ----- | ------- | ------ |
| Yoshitaku Nagasako | mężczyźni   | 35,266     | 12.        | 21          | 24.         | NQ       | NQ       | NQ    | NQ      | [ 49 ] |

### Koszykówka
Turniej kobiet
- Reprezentacja kobiet

| - Kaede Kondo - Yuki Miyazawa - Yuka Mamiya - Mika Kurihara - Maki Takada - Naho Miyoshi |  | - Ramu Tokashiki - Moeko Nagaoka - Asami Yoshida - Rui Machida - Sanae Motokawa - Asako O |

| Drużyna | Konkurencja | Faza grupowa     | Faza grupowa     | Faza grupowa     | Faza grupowa     | Faza grupowa     | Faza grupowa | Ćwierćfinały             | Półfinały        | Finał            | Pozycja | Źródło |
| Drużyna | Konkurencja | Przeciwnik Wynik | Przeciwnik Wynik | Przeciwnik Wynik | Przeciwnik Wynik | Przeciwnik Wynik | Pozycja      | Przeciwnik Wynik         | Przeciwnik Wynik | Przeciwnik Wynik | Pozycja | Źródło |
| ------- | ----------- | ---------------- | ---------------- | ---------------- | ---------------- | ---------------- | ------------ | ------------------------ | ---------------- | ---------------- | ------- | ------ |
| Japonia | kobiety     | Białoruś 77-73   | Brazylia 82-66   | Turcja 62-76     | Australia 86-92  | Francja 79-71    | 4.           | Stany Zjednoczone 64-110 | NQ               | NQ               | 8.      | [ 50 ] |

### Lekkoatletyka
Mężczyźni
Konkurencje biegowe
| Zawodnik                                                    | Konkurencja           | Preeliminacje | Preeliminacje | Runda 1 | Runda 1 | Półfinał | Półfinał | Finał     | Finał   | Źródło        |
| Zawodnik                                                    | Konkurencja           | Wynik         | Miejsce       | Wynik   | Miejsce | Wynik    | Miejsce  | Wynik     | Miejsce | Źródło        |
| ----------------------------------------------------------- | --------------------- | ------------- | ------------- | ------- | ------- | -------- | -------- | --------- | ------- | ------------- |
| Yoshihide Kiryū                                             | 100 m                 | BYE           | BYE           | 10,23   | 29.     | NQ       | NQ       | NQ        | NQ      | [ 51 ]        |
| Ryōta Yamagata                                              | 100 m                 | BYE           | BYE           | 10,20   | 22.     | 10,05    | 11.      | NQ        | NQ      | [ 51 ]        |
| Asuka Cambridge                                             | 100 m                 | BYE           | BYE           | 10,13   | 8.      | 10,17    | 21.      | NQ        | NQ      | [ 51 ]        |
| Shōta Iizuka                                                | 200 m                 | 20,49         | 30.           | N/A     | N/A     | NQ       | NQ       | NQ        | NQ      | [ 52 ]        |
| Kenji Fujimitsu                                             | 200 m                 | 20,86         | 64.           | N/A     | N/A     | NQ       | NQ       | NQ        | NQ      | [ 52 ]        |
| Kei Takase                                                  | 200 m                 | 20,71         | 55.           | N/A     | N/A     | NQ       | NQ       | NQ        | NQ      | [ 52 ]        |
| Julian Jrummi Walsh                                         | 400 m                 | 46,37         | 38.           | N/A     | N/A     | NQ       | NQ       | NQ        | NQ      | [ 53 ]        |
| Yūzō Kanemaru                                               | 400 m                 | 48,38         | 47.           | N/A     | N/A     | NQ       | NQ       | NQ        | NQ      | [ 53 ]        |
| Shō Kawamoto                                                | 800 m                 | 1:49,41       | 43.           | N/A     | N/A     | NQ       | NQ       | NQ        | NQ      | [ 54 ]        |
| Kota Murayama                                               | 5000 m                | 14:26,72      | 41.           | N/A     | N/A     | N/A      | N/A      | NQ        | NQ      | [ 55 ]        |
| Suguru Ōsako                                                | 5000 m                | 13:31,45      | 28.           | N/A     | N/A     | N/A      | N/A      | NQ        | NQ      | [ 55 ]        |
| Suguru Ōsako                                                | 10 000 m              | N/A           | N/A           | N/A     | N/A     | N/A      | N/A      | 27:51,94  | 17.     | [ 56 ]        |
| Yūta Shitara                                                | 10 000 m              | N/A           | N/A           | N/A     | N/A     | N/A      | N/A      | 28:55,23  | 30.     | [ 56 ]        |
| Kota Murayama                                               | 10 000 m              | N/A           | N/A           | N/A     | N/A     | N/A      | N/A      | 29:02,,51 | 30.     | [ 56 ]        |
| Wataru Yazawa                                               | 110 m przez płotki    | 13,88         | 32.           | N/A     | N/A     | NQ       | NQ       | NQ        | NQ      | [ 57 ]        |
| Yūki Matsushita                                             | 400 m przez płotki    | 49,60         | 25.           | N/A     | N/A     | NQ       | NQ       | NQ        | NQ      | [ 58 ] [ 59 ] |
| Keisuke Nozawa                                              | 400 m przez płotki    | 48,62         | 6.            | N/A     | N/A     | 49,20    | 15.      | NQ        | NQ      | [ 58 ] [ 59 ] |
| Kazuya Shiojiri                                             | 3000 m z przeszkodami | 8:40,98       | 33.           | N/A     | N/A     | N/A      | N/A      | NQ        | NQ      | [ 60 ]        |
| Satoru Sasaki                                               | maraton               | N/A           | N/A           | N/A     | N/A     | N/A      | N/A      | 2:13:57   | 16.     | [ 61 ]        |
| Suehiro Ishikawa                                            | maraton               | N/A           | N/A           | N/A     | N/A     | N/A      | N/A      | 2:17:08   | 36.     | [ 61 ]        |
| Hisanori Kitajima                                           | maraton               | N/A           | N/A           | N/A     | N/A     | N/A      | N/A      | 2:25:11   | .       | [ 61 ]        |
| Ryōta Yamagata Shōta Iizuka Yoshihide Kiryū Asuka Cambridge | sztafeta 4 × 100 m    | 37,68         | 2.            | N/A     | N/A     | N/A      | N/A      | 37,60     | srebro  | [ 62 ]        |
| Julian Walsh Tomoya Tamura Takamasa Kitagawa Nobuya Katō    | sztafeta 4 × 400 m    | 3:02,95       | 13.           | N/A     | N/A     | N/A      | N/A      | NQ        | NQ      | [ 63 ]        |
| Daisuke Matsunaga                                           | chód na 20 km         | N/A           | N/A           | N/A     | N/A     | N/A      | N/A      | 1:20:22   | 7.      | [ 64 ]        |
| Isamu Fujisawa                                              | chód na 20 km         | N/A           | N/A           | N/A     | N/A     | N/A      | N/A      | 1:22:03   | 21.     | [ 64 ]        |
| Eiki Takahashi                                              | chód na 20 km         | N/A           | N/A           | N/A     | N/A     | N/A      | N/A      | 1:24:59   | 42.     | [ 64 ]        |
| Hirooki Arai                                                | chód na 50 km         | N/A           | N/A           | N/A     | N/A     | N/A      | N/A      | 3:41:24   | brąz    | [ 65 ]        |
| Takayuki Tanii                                              | chód na 50 km         | N/A           | N/A           | N/A     | N/A     | N/A      | N/A      | 3:51:00   | 14.     | [ 65 ]        |
| Jonathan Rieckmann                                          | chód na 50 km         | N/A           | N/A           | N/A     | N/A     | N/A      | N/A      | 3:58:59   | 27.     | [ 65 ]        |

Konkurencje techniczne
| Zawodnik        | Konkurencja    | Kwalifikacje | Kwalifikacje | Finał | Finał   | Źródło |
| Zawodnik        | Konkurencja    | Wynik        | Miejsce      | Wynik | Miejsce | Źródło |
| --------------- | -------------- | ------------ | ------------ | ----- | ------- | ------ |
| Daigo Hasegawa  | trójskok       | 16,17        | 29.          | NQ    | NQ      | [ 66 ] |
| Kohei Yamashita | trójskok       | 15,71        | 35.          | NQ    | NQ      | [ 66 ] |
| Takashi Etō     | skok wzwyż     | 2,17         | 35.          | NQ    | NQ      | [ 67 ] |
| Hiroki Ogita    | skok o tyczce  | 5,45         | 11.          | NQ    | NQ      | [ 68 ] |
| Daichi Sawano   | skok o tyczce  | 5,60         | 7.           | 5,50  | 7.      | [ 68 ] |
| Seito Yamamoto  | skok o tyczce  | NM           | -            | NQ    | NQ      | [ 68 ] |
| Ryōhei Arai     | rzut oszczepem | 84,16        | 4.           | 79,47 | 11.     | [ 69 ] |

Dziesięciobój
| Zawodnik         | Konkurencja | 100 m | LJ   | SP    | HJ   | 400 m | 110H  | DT    | PV   | JT    | 1500 m  | Razem | Pozycja |
| ---------------- | ----------- | ----- | ---- | ----- | ---- | ----- | ----- | ----- | ---- | ----- | ------- | ----- | ------- |
| Akihiko Nakamura | Rezultat    | 11,04 | 7,13 | 12,00 | 1,92 | 48,93 | 14,57 | 34,91 | 4,70 | 51,24 | 4:18,37 | 7612  | 22.     |
| Akihiko Nakamura | Punkty      | 852   | 845  | 606   | 731  | 865   | 902   | 562   | 819  | 607   | 823     | 7612  | 22.     |
| Keisuke Ushiro   | Rezultat    | 11,30 | 6,83 | 14,14 | 1,98 | 50,43 | 15,09 | 49,90 | 4,90 | 66,63 | 4:46,33 | 7952  | 20.     |
| Keisuke Ushiro   | Punkty      | 795   | 774  | 737   | 785  | 795   | 839   | 868   | 880  | 838   | 641     | 7952  | 20.     |

Kobiety
Konkurencje biegowe
| Zawodnik          | Konkurencja           | Eliminacje | Eliminacje | Ćwierćfinał | Ćwierćfinał | Półfinał | Półfinał | Finał    | Finał   | Źródło |
| Zawodnik          | Konkurencja           | Wynik      | Miejsce    | Wynik       | Miejsce     | Wynik    | Miejsce  | Wynik    | Miejsce | Źródło |
| ----------------- | --------------------- | ---------- | ---------- | ----------- | ----------- | -------- | -------- | -------- | ------- | ------ |
| Chisato Fukushima | 200 m                 | 23,21      | 30.        | N/A         | N/A         | NQ       | NQ       | NQ       | NQ      | [ 70 ] |
| Miyuki Uehara     | 5000 m                | 15:23,41   | 14.        | N/A         | N/A         | N/A      | N/A      | 15:34,97 | 15.     | [ 71 ] |
| Misaki Onishi     | 5000 m                | 15:29,17   | 18.        | N/A         | N/A         | N/A      | N/A      | NQ       | NQ      | [ 71 ] |
| Ayuko Suzuki      | 5000 m                | 15:41,81   | 24.        | N/A         | N/A         | N/A      | N/A      | NQ       | NQ      | [ 71 ] |
| Yuka Takashima    | 10 000 m              | N/A        | N/A        | N/A         | N/A         | N/A      | N/A      | 31:36,44 | 18.     | [ 72 ] |
| Hanami Sekine     | 10 000 m              | N/A        | N/A        | N/A         | N/A         | N/A      | N/A      | 31:44,44 | 20.     | [ 72 ] |
| Satomi Kubokura   | 400 m przez płotki    | 57,34      | 35.        | N/A         | N/A         | NQ       | NQ       | NQ       | NQ      | [ 73 ] |
| Anju Takamizawa   | 3000 m z przeszkodami | 9:58,59    | 49.        | N/A         | N/A         | N/A      | N/A      | NQ       | NQ      | [ 74 ] |
| Kayoko Fukushi    | maraton               | N/A        | N/A        | N/A         | N/A         | N/A      | N/A      | 2:29:53  | 14.     | [ 75 ] |
| Tomomi Tanaka     | maraton               | N/A        | N/A        | N/A         | N/A         | N/A      | N/A      | 2:31:12  | 19.     | [ 75 ] |
| Mai Itō           | maraton               | N/A        | N/A        | N/A         | N/A         | N/A      | N/A      | 2:37:37  | 46.     | [ 75 ] |
| Kumiko Okada      | chód 20 km            | N/A        | N/A        | N/A         | N/A         | N/A      | N/A      | 1:22:42  | 16.     | [ 76 ] |

Konkurencje techniczne
| Zawodniczka  | Konkurencja    | Kwalifikacje | Kwalifikacje | Finał | Finał   | Źródło |
| Zawodniczka  | Konkurencja    | Wynik        | Miejsce      | Wynik | Miejsce | Źródło |
| ------------ | -------------- | ------------ | ------------ | ----- | ------- | ------ |
| Konomi Kair  | skok w dal     | 5,67         | 37.          | NQ    | NQ      | [ 77 ] |
| Yuki Ebihara | rzut oszczepem | 57,68        | 21.          | NQ    | NQ      | [ 78 ] |

### Łucznictwo
| Zawodnik                                   | Konkurencja       | Runda rankingowa | Runda rankingowa | 1/32             | 1/16             | 1/8                     | Ćwierćfinały             | Półfinały        | Finał            | Finał   | Źródło |
| Zawodnik                                   | Konkurencja       | Wynik            | Miejsce          | Przeciwnik Wynik | Przeciwnik Wynik | Przeciwnik Wynik        | Przeciwnik Wynik         | Przeciwnik Wynik | Przeciwnik Wynik | Pozycja | Źródło |
| ------------------------------------------ | ----------------- | ---------------- | ---------------- | ---------------- | ---------------- | ----------------------- | ------------------------ | ---------------- | ---------------- | ------- | ------ |
| Takaharu Furukawa                          | indywidualnie (m) | 680              | 7.               | Dielemans W 7-1  | Nesteng W 6-0    | Rodríguez Liebana W 7-3 | Ellison P 2-6            | NQ               | NQ               | 8.      | [ 79 ] |
| Kaori Kawanaka                             | indywidualnie (k) | 650              | 10.              | Psarra W 7-3     | Folkard P 0-6    | NQ                      | NQ                       | NQ               | NQ               | NQ      | [ 80 ] |
| Saori Nagamine                             | indywidualnie (k) | 621              | 39.              | dos Santos P 3-7 | NQ               | NQ                      | NQ                       | NQ               | NQ               | NQ      | [ 80 ] |
| Yuki Hayashi                               | indywidualnie (k) | 591              | 59.              | Wu P 1-7         | NQ               | NQ                      | NQ                       | NQ               | NQ               | NQ      | [ 80 ] |
| Kaori Kawanaka Saori Nagamine Yuki Hayashi | drużynowo (k)     | 1862             | 9.               | N/A              | N/A              | Ukraina · W 6-2         | Korea Południowa · P 1-5 | NQ               | NQ               | NQ      | [ 80 ] |

### Pięciobój nowoczesny
| Zawodnik         | Konkurencja | Szermierka      | Szermierka | Szermierka | Pływanie | Pływanie | Pływanie | Jazda konna | Jazda konna | Jazda konna | Kombinacja: strzelanie/bieg przełajowy | Kombinacja: strzelanie/bieg przełajowy | Kombinacja: strzelanie/bieg przełajowy | Suma punktów | Pozycja | Źródło |
| Zawodnik         | Konkurencja | Wynik (wygrane) | M.         | Punkty     | Czas     | M.       | Punkty   | Kary        | M.          | Punkty      | Czas                                   | M.                                     | Punkty                                 | Suma punktów | Pozycja | Źródło |
| ---------------- | ----------- | --------------- | ---------- | ---------- | -------- | -------- | -------- | ----------- | ----------- | ----------- | -------------------------------------- | -------------------------------------- | -------------------------------------- | ------------ | ------- | ------ |
| Natsumi Tomonaga | kobiety     | 15              | 27.        | 190        | 2:15,63  | 12.      | 294      | 2           | 6.          | 298         | 12:55,44                               | 15.                                    | 525                                    | 1307         | 12.     | [ 81 ] |
| Tomoya Miguchi   | mężczyźni   | 11              | 20.        | 220        | 2:02,62  | 12.      | 333      | 19          | 20.         | 281         | 12:02,88                               | 30.                                    | 578                                    | 1412         | 22.     | [ 81 ] |
| Shohei Iwamoto   | mężczyźni   | 9               | 36.        | 154        | 2:08,65  | 33.      | 315      | 0           | 1.          | 300         | 11:54,59                               | 29.                                    | 586                                    | 1355         | 29.     | [ 81 ] |

### Piłka nożna
Turniej mężczyzn
- Reprezentacja mężczyzn

| - Masatoshi Kushibiki - Sei Muroya - Wataru Endō - Hiroki Fujiharu - Naomichi Ueda - Tsukasa Shiotani - Riki Harakawa - Ryōta Ōshima - Shin’ya Yajima |  | - Shōya Nakajima - Musashi Suzuki - Kōsuke Nakamura - Shinzō Kōroki - Yōsuke Ideguchi - Masashi Kamekawa - Takuma Asano - Takuya Iwanami - Takumi Minamino |

| Drużyna | Konkurencja      | Faza grupowa     | Faza grupowa     | Faza grupowa     | Faza grupowa | Ćwierćfinały     | Półfinały        | Finał mecz o 3. miejsce | Pozycja | Źródło |
| Drużyna | Konkurencja      | Przeciwnik Wynik | Przeciwnik Wynik | Przeciwnik Wynik | Pozycja      | Przeciwnik Wynik | Przeciwnik Wynik | Przeciwnik Wynik        | Pozycja | Źródło |
| ------- | ---------------- | ---------------- | ---------------- | ---------------- | ------------ | ---------------- | ---------------- | ----------------------- | ------- | ------ |
| Japonia | turniej mężczyzn | Nigeria 4:5      | Kolumbia 2:2     | Szwecja 1:0      | 3.           | NQ               | NQ               | NQ                      | 10.     | [ 82 ] |

### Piłka wodna
Turniej mężczyzn
- Reprezentacja Japonii

| - Seiya Adachi - Atsushi Arai - Mitsuaki Shiga - Akira Yanase - Atsuto Iida - Yusuke Shimizu |  | - Yūki Kadono - Koji Takei - Kenya Yasuda - Keigo Okawa - Shota Hazui - Katsuyuki Tanamura |

| Drużyna | Konkurencja      | Faza grupowa     | Faza grupowa     | Faza grupowa     | Faza grupowa     | Faza grupowa     | Faza grupowa | Ćwierćfinały     | Półfinały        | Finał mecz o 3. miejsce | Pozycja | Źródło |
| Drużyna | Konkurencja      | Przeciwnik Wynik | Przeciwnik Wynik | Przeciwnik Wynik | Przeciwnik Wynik | Przeciwnik Wynik | Pozycja      | Przeciwnik Wynik | Przeciwnik Wynik | Przeciwnik Wynik        | Pozycja | Źródło |
| ------- | ---------------- | ---------------- | ---------------- | ---------------- | ---------------- | ---------------- | ------------ | ---------------- | ---------------- | ----------------------- | ------- | ------ |
| Japonia | turniej mężczyzn | Grecja 7:8       | Brazylia 8:16    | Australia 6:8    | Węgry 7:17       | Serbia 8:12      | 6.           | NQ               | NQ               | NQ                      | 12.     | [ 83 ] |

### Pływanie
Mężczyźni
| Zawodnik                                                   | Konkurencja       | Eliminacje | Eliminacje | Półfinał | Półfinał | Finał     | Finał   | Źródło |
| Zawodnik                                                   | Konkurencja       | Czas       | Miejsce    | Czas     | Miejsce  | Czas      | Miejsce | Źródło |
| ---------------------------------------------------------- | ----------------- | ---------- | ---------- | -------- | -------- | --------- | ------- | ------ |
| Shinri Shioura                                             | 50 m dowolnym     | 22,01      | 14.        | 22,18    | 16.      | NQ        | [ 84 ]  |        |
| Katsumi Nakamura                                           | 50 m dowolnym     | 22,13      | 18.        | NQ       | NQ       | NQ        | NQ      |        |
| Shinri Shioura                                             | 100 m dowolnym    | 48,94      | 27.        | NQ       | NQ       | NQ        | NQ      | [ 85 ] |
| Katsumi Nakamura                                           | 100 m dowolnym    | 48,61      | 17.        | NQ       | NQ       | NQ        | NQ      | [ 85 ] |
| Kōsuke Hagino                                              | 200 m dowolnym    | 1:46,19    | 7.         | 1:45,45  | 2.       | 1:45,90   | 7.      | [ 86 ] |
| Naito Ehara                                                | 400 m dowolnym    | 3:50,61    | 31.        | N/A      | N/A      | NQ        | NQ      | [ 87 ] |
| Ryōsuke Irie                                               | 100 m grzbietowym | 53,49      | 8.         | 53,21    | 7.       | 53,42     | 7.      | [ 88 ] |
| Junya Hasegawa                                             | 100 m grzbietowym | 54,17      | 19.        | NQ       | NQ       | NQ        | NQ      | [ 88 ] |
| Ryōsuke Irie                                               | 200 m grzbietowym | 1:56,61    | 8.         | 1:56,31  | 7.       | 1:56,36   | 8.      | [ 89 ] |
| Masaki Kaneko                                              | 200 m grzbietowym | 1:57,19    | 13.        | 1:56,78  | 11.      | NQ        | NQ      | [ 89 ] |
| Yasuhiro Koseki                                            | 100 m klasycznym  | 58,91      | 2.         | 59,23    | 4.       | 59,37     | 6.      | [ 90 ] |
| Ippei Watanabe                                             | 100 m klasycznym  | 1:00,33    | 18.        | NQ       | NQ       | NQ        | NQ      | [ 90 ] |
| Ippei Watanabe                                             | 200 m klasycznym  | 2:09,63    | 8.         | 2:07,22  | 1.       | 2:07,87   | 6.      | [ 91 ] |
| Yasuhiro Koseki                                            | 200 m klasycznym  | 2:08,61    | 2.         | 2:07,91  | 4.       | 2:07,80   | 5.      | [ 91 ] |
| Takurō Fujii                                               | 100 m motylkowym  | 52,36      | 20.        | NQ       | NQ       | NQ        | NQ      | [ 92 ] |
| Masato Sakai                                               | 200 m motylkowym  | 1:55,76    | 6.         | 1:55,32  | 6.       | 1:53,40   | złoto   | [ 93 ] |
| Daiya Seto                                                 | 200 m motylkowym  | 1:55,79    | 8.         | 1:55,28  | 5.       | 1:54,82   | 5.      | [ 93 ] |
| Kōsuke Hagino                                              | 200 m zmiennym    | 1:58,79    | 6.         | 1:57,38  | 4.       | 1:56,61   | srebro  | [ 94 ] |
| Hiromasa Fujimori                                          | 200 m zmiennym    | 1:58,88    | 7.         | 1:58,20  | 7.       | 1:57,21   | 4.      | [ 94 ] |
| Daiya Seto                                                 | 400 m zmiennym    | 4:08,47    | 2.         | N/A      | N/A      | 4:09,71   | brąz    | [ 95 ] |
| Kōsuke Hagino                                              | 400 m zmiennym    | 4:10,00    | 3.         | N/A      | N/A      | 4:06,05   | złoto   | [ 95 ] |
| Yasunari Hirai                                             | 10 km             | NQ         | NQ         | NQ       | NQ       | 1:53:04,6 | 8.      | [ 96 ] |
| Katsumi Nakamura Shinri Shioura Kenji Kobase Jun’ya Koga   | 4 × 100m dowolnym | 3:14,17    | 8.         | N/A      | N/A      | 3:14,48   | 8.      | [ 97 ] |
| Kōsuke Hagino Naito Ehara Yuki Kobori Takeshi Matsuda      | 4 × 200m dowolnym | 7:07,68    | 5.         | N/A      | N/A      | 7:03,50   | brąz    | [ 98 ] |
| Ryōsuke Irie Yasuhiro Koseki Takurō Fujii Katsumi Nakamura | 4 × 100m zmiennym | 3:32,33    | 3.         | N/A      | N/A      | 3:31,97   | 5.      | [ 98 ] |

Kobiety
| Zawodniczka                                              | Konkurencja       | Eliminacje | Eliminacje | Półfinał | Półfinał | Finał     | Finał   | Źródło  |
| Zawodniczka                                              | Konkurencja       | Czas       | Miejsce    | Czas     | Miejsce  | Czas      | Miejsce | Źródło  |
| -------------------------------------------------------- | ----------------- | ---------- | ---------- | -------- | -------- | --------- | ------- | ------- |
| Rikako Ikee                                              | 50m dowolnym      | 25,45      | 36.        | NQ       | NQ       | NQ        | NQ      | [ 99 ]  |
| Yayoi Matsumoto                                          | 50m dowolnym      | 25,73      | 43.        | NQ       | NQ       | NQ        | NQ      | [ 99 ]  |
| Rikako Ikee                                              | 100 m dowolnym    | 54,50      | 16.        | 54,31    | 12.      | NQ        | NQ      | [ 100 ] |
| Miki Uchida                                              | 100 m dowolnym    | 54,50      | 16.        | 54,39    | 14.      | NQ        | NQ      | [ 100 ] |
| Chihiro Igarashi                                         | 200 m dowolnym    | 1:57,88    | 17.        | NQ       | NQ       | NQ        | NQ      | [ 101 ] |
| Rikako Ikee                                              | 200 m dowolnym    | 1:58,49    | 21.        | NQ       | NQ       | NQ        | NQ      | [ 101 ] |
| Chihiro Igarashi                                         | 400 m dowolnym    | 4:07,52    | 12.        | N/A      | N/A      | NQ        | NQ      | [ 102 ] |
| Natsumi Sakai                                            | 100 m grzbietowym | 1:01,74    | 26.        | NQ       | NQ       | NQ        | NQ      | [ 103 ] |
| Natsumi Sakai                                            | 200 m grzbietowym | 2:13,99    | 26.        | NQ       | NQ       | NQ        | NQ      | [ 104 ] |
| Satomi Suzuki                                            | 100 m klasycznym  | 1:06,99    | 13.        | 1:07,18  | 12.      | NQ        | NQ      | [ 105 ] |
| Kanako Watanabe                                          | 100 m klasycznym  | 1:07,22    | 16.        | 1:07,43  | 15.      | NQ        | NQ      | [ 105 ] |
| Kanako Watanabe                                          | 200 m klasycznym  | 2:24,77    | 13.        | 2:25,10  | 13.      | NQ        | NQ      | [ 106 ] |
| Rie Kanetō                                               | 200 m klasycznym  | 2:22,86    | 2.         | 2:22,11  | 1.       | 2:20,30   | złoto   | [ 106 ] |
| Rikako Ikee                                              | 100m motylkowym   | 57,27      | 7.         | 57,05    | 3.       | 56,86     | 5.      | [ 107 ] |
| Natsumi Hoshi                                            | 100m motylkowym   | 58,15      | 14.        | 58,03    | 10.      | NQ        | NQ      | [ 107 ] |
| Suzuka Hasegawa                                          | 200 m motylkowym  | 2:07,35    | 6.         | 2:07,33  | 9.       | NQ        | NQ      | [ 108 ] |
| Natsumi Hoshi                                            | 200 m motylkowym  | 2:07,37    | 7.         | 2:06,74  | 4.       | 2:05,20   | brąz    | [ 108 ] |
| Miho Teramura                                            | 200 m zmiennym    | 2:10,34    | 5.         | 2:11,03  | 9.       | NQ        | NQ      | [ 109 ] |
| Runa Imai                                                | 200 m zmiennym    | 2:11,78    | 11.        | 2:12,53  | 15.      | NQ        | NQ      |         |
| Sakiko Shimizu                                           | 400 m zmiennym    | 4:34,66    | 7.         | N/A      | N/A      | 4:38,06   | 8.      | [ 110 ] |
| Miho Takahashi                                           | 400 m zmiennym    | 4:37,33    | 10.        | N/A      | N/A      | NQ        | NQ      | [ 110 ] |
| Yumi Kida                                                | 10 km             | N/A        | N/A        | N/A      | N/A      | 1:57:35,2 | 12.     | [ 111 ] |
| Miki Uchida Rikako Ikee Misaki Yamaguchi Yayoi Matsumoto | 4 × 100m dowolnym | 3:36,74    | 7.         | N/A      | N/A      | 3:37,78   | 8.      | [ 112 ] |
| Chihiro Igarashi Rikako Ikee Tomomi Aoki Sachi Mochida   | 4 × 200m dowolnym | 7:52,50    | 7.         | N/A      | N/A      | 7:56,76   | 8.      | [ 113 ] |
| Natsumi Sakai Satomi Suzuki Rikako Ikee Miki Uchida      | 4 × 100m zmiennym | 3:59,82    | 10.        | N/A      | N/A      | NQ        | NQ      | [ 114 ] |

### Pływanie synchroniczne
| Zawodnik | Konkurencja | Eliminacje                    | Eliminacje                    | Eliminacje                 | Eliminacje                 | Eliminacje         | Eliminacje         | Finał         | Finał         | Finał    | Finał   | Źródło  |
| Zawodnik | Konkurencja | Eliminacje - runda techniczna | Eliminacje - runda techniczna | Eliminacje - runda dowolna | Eliminacje - runda dowolna | Eliminacje - Razem | Eliminacje - Razem | Runda dowolna | Runda dowolna | Razem    | Razem   | Źródło  |
| Zawodnik | Konkurencja | Punkty                        | Miejsce                       | Punkty                     | Miejsce                    | Punkty             | Miejsce            | Punkty        | Miejsce       | Punkty   | Miejsce | Źródło  |
| Yukiko Inui Risako Mitsui                                                                                              | Duety       | 93,1214                       | 3.                            | 94,4000                    | 3.                         | 187,5214           | 3.                 | 94,9333       | 3.            | 188,0547 | brąz    | [ 115 ] |
| Yukiko Inui Risako Mitsui Aika Hakoyama Kano Omata Mai Nakamura Kei Marumo Kurumi Yoshida Kanami Nakamaki Aiko Hayashi | Drużyny     | 93,7723                       | 3.                            | N/A                        | N/A                        | N/A                | N/A                | 95,4333       | 3.            | 189,2056 | brąz    | [ 116 ] |

### Podnoszenie ciężarów
Mężczyźni
| Zawodnik        | Konkurencja | Rwanie | Rwanie  | Podrzut | Podrzut | Razem  | Pozycja | Źródło  |
| Zawodnik        | Konkurencja | Wynik  | Pozycja | Wynik   | Pozycja | Razem  | Pozycja | Źródło  |
| --------------- | ----------- | ------ | ------- | ------- | ------- | ------ | ------- | ------- |
| Hiroaki Takao   | -56 kg      | 111kg  | 12.     | 138 kg  | 12.     | 249 kg | 11.     | [ 117 ] |
| Yōichi Itokazu  | -62 kg      | 133 kg | 6.      | 169 kg  | 4.      | 302 kg | 4.      | [ 117 ] |
| Yōsuke Nakayama | -62 kg      | 121 kg | 10.     | 124 kg  | 14.     | 266 kg | 12.     | [ 117 ] |

Kobiety
| Zawodniczka      | Konkurencja | Rwanie | Rwanie  | Podrzut | Podrzut | Razem  | Pozycja | Źródło  |
| Zawodniczka      | Konkurencja | Wynik  | Pozycja | Wynik   | Pozycja | Razem  | Pozycja | Źródło  |
| ---------------- | ----------- | ------ | ------- | ------- | ------- | ------ | ------- | ------- |
| Hiromi Miyake    | -48 kg      | 81 kg  | 8.      | 107 kg  | 3.      | 188 kg | brąz    | [ 117 ] |
| Kanae Yagi       | -53 kg      | 81 kg  | 7.      | 105 kg  | 5.      | 186 kg | 6.      | [ 117 ] |
| Mikiko Ando      | -58 kg      | 94 kg  | 8.      | 124 kg  | 4.      | 218 kg | 5.      | [ 117 ] |
| Namika Matsumoto | -63 kg      | 90 kg  | 10.     | 115 kg  | 9.      | 205 kg | 9.      | [ 117 ] |

### Rugby union
Turniej kobiet
- Reprezentacja kobiet

| - Yuka Kanematsu - Chiharu Nakamura - Ayaka Suzuki - Ano Kuwai - Marie Yamaguchi - Makiko Tomita |  | - Chisato Yokoo - Kana Mitsugi - Noriko Taniguchi - Yume Okuroda - Mio Yamanaka - Mifuyu Koide |

| Drużyna | Konkurencja | Faza grupowa     | Faza grupowa         | Faza grupowa     | Faza grupowa | Ćwierćfinały     | Półfinały        | Finał/Mecz 3.miejsce | Pozycja | Źródło                  |
| Drużyna | Konkurencja | Przeciwnik Wynik | Przeciwnik Wynik     | Przeciwnik Wynik | Pozycja      | Przeciwnik Wynik | Przeciwnik Wynik | Przeciwnik Wynik     | Pozycja | Źródło                  |
| ------- | ----------- | ---------------- | -------------------- | ---------------- | ------------ | ---------------- | ---------------- | -------------------- | ------- | ----------------------- |
| Japonia | kobiety     | Kanada 0:45      | Wielka Brytania 0:40 | Brazylia 10:26   | 4.           | NQ               | Kenia 24:0       | Brazylia 33:5        | 10.     | [ 120 ] [ 121 ] [ 122 ] |

Turniej mężczyzn
- Reprezentacja mężczyzn

| - Kameli Seojima - Yusaku Kuwazuru - Lote Tuqiri - Katsuyuki Sakai - Shohei Toyoshima - Lomano Lemeki |  | - Masakatsu Hikosaka - Kazushi Hano - Teruya Goto - Yoshitaka Tokunaga - Kenki Fukuoka - Kazuhiro Goya |

| Drużyna | Konkurencja | Faza grupowa        | Faza grupowa          | Faza grupowa     | Faza grupowa | Ćwierćfinały     | Półfinały        | Finał/Mecz 3.miejsce    | Pozycja | Źródło                          |
| Drużyna | Konkurencja | Przeciwnik Wynik    | Przeciwnik Wynik      | Przeciwnik Wynik | Pozycja      | Przeciwnik Wynik | Przeciwnik Wynik | Przeciwnik Wynik        | Pozycja | Źródło                          |
| ------- | ----------- | ------------------- | --------------------- | ---------------- | ------------ | ---------------- | ---------------- | ----------------------- | ------- | ------------------------------- |
| Japonia | mężczyźni   | Nowa Zelandia 14:12 | Wielka Brytania 19:21 | Kenia 21:7       | 2.           | Francja 12:7     | Fidżi 5:20       | Południowa Afryka 14:54 | 4.      | [ 123 ] [ 124 ] [ 125 ] [ 126 ] |

### Siatkówka
Kobiety
- Reprezentacja kobiet

| - Saori Kimura - Erika Araki - Haruka Miyashita - Arisa Sato - Saori Sakoda - Mai Yamaguchi |  | - Haruyo Shimamura - Kanami Tashiro - Kotoki Zayasu - Miyu Nagaoka - Yuki Ishii - Yurie Nabeya |

| Drużyna | Konkurencja    | Faza grupowa           | Faza grupowa     | Faza grupowa     | Faza grupowa     | Faza grupowa     | Faza grupowa | Ćwierćfinały            | Półfinały        | Finał            | Pozycja | Źródło          |
| Drużyna | Konkurencja    | Przeciwnik Wynik       | Przeciwnik Wynik | Przeciwnik Wynik | Przeciwnik Wynik | Przeciwnik Wynik | Pozycja      | Przeciwnik Wynik        | Przeciwnik Wynik | Przeciwnik Wynik | Pozycja | Źródło          |
| ------- | -------------- | ---------------------- | ---------------- | ---------------- | ---------------- | ---------------- | ------------ | ----------------------- | ---------------- | ---------------- | ------- | --------------- |
| Japonia | turniej kobiet | Korea Południowa P 1:3 | Kamerun W 3:0    | Brazylia P 0:3   | Rosja P 0:3      | Argentyna W 3:0  | 4.           | Stany Zjednoczone P 0:3 | NQ               | NQ               | 5.      | [ 127 ] [ 128 ] |

### Skoki do wody
| Zawodnik          | Konkurencja                      | Preeliminacje | Preeliminacje | Półfinał | Półfinał | Finał  | Finał   | Źródło  |
| Zawodnik          | Konkurencja                      | Punkty        | Miejsce       | Punkty   | Miejsce  | Punkty | Miejsce | Źródło  |
| ----------------- | -------------------------------- | ------------- | ------------- | -------- | -------- | ------ | ------- | ------- |
| Ken Terauchi      | trampolina 3 m indywidualnie (m) | 380,85        | 20.           | NQ       | NQ       | NQ     | NQ      | [ 129 ] |
| Japonia Sho Sakai | trampolina 3 m indywidualnie (m) | 373,70        | 22.           | NQ       | NQ       | NQ     | NQ      | [ 129 ] |
| Minami Itahashi   | wieża 10 m indywidualnie (k)     | 320,20        | 10.           | 335,55   | 8.       | 356,60 | 8.      | [ 130 ] |

### Strzelectwo
Mężczyźni
| Zawodnik            | Konkurencja                        | Kwalifikacje | Kwalifikacje | Półfinał | Półfinał | Finał | Finał   | Źródło  |
| Zawodnik            | Konkurencja                        | Wynik        | Pozycja      | Wynik    | Pozycja  | Wynik | Pozycja | Źródło  |
| ------------------- | ---------------------------------- | ------------ | ------------ | -------- | -------- | ----- | ------- | ------- |
| Tomoyuki Matsuda    | pistolet pneumatyczny 10 m         | 576          | 22.          | N/A      | N/A      | NQ    | NQ      | [ 131 ] |
| Tomoyuki Matsuda    | pistolet dowolny 50 m              | 550          | 19.          | N/A      | N/A      | NQ    | NQ      | [ 131 ] |
| Eita Mori           | pistolet szybkostrzelny 25 m       | 570          | 19.          | N/A      | N/A      | NQ    | NQ      | [ 131 ] |
| Teruyoshi Akiyama   | pistolet szybkostrzelny 25 m       | 564          | 22.          | N/A      | N/A      | NQ    | NQ      | [ 131 ] |
| Toshikazu Yamashita | karabin małokalibrowy leżąc        | 617,4        | 41.          | N/A      | N/A      | NQ    | NQ      | [ 131 ] |
| Toshikazu Yamashita | karabin małokalibrowy trzy pozycje | 1169         | 22.          | N/A      | N/A      | NQ    | NQ      | [ 131 ] |
| Toshikazu Yamashita | karabin pneumatyczny 10 m          | 619,5        | 36.          | NQ       | NQ       | NQ    | NQ      |         |
| Naoya Okada         | karabin pneumatyczny 10 m          | 622,6        | 20.          | NQ       | NQ       | NQ    | NQ      |         |

Kobiety
| Zawodnik       | Konkurencja                | Kwalifikacje | Kwalifikacje | Półfinał | Półfinał | Finał | Finał   | Źródło  |
| Zawodnik       | Konkurencja                | Wynik        | Pozycja      | Wynik    | Pozycja  | Wynik | Pozycja | Źródło  |
| -------------- | -------------------------- | ------------ | ------------ | -------- | -------- | ----- | ------- | ------- |
| Akiko Sato     | Pistolet pneumatyczny 10 m | 369          | 42.          | NQ       | NQ       | NQ    | NQ      | [ 132 ] |
| Akiko Sato     | pistolet sportowy 25 m     | 565          | 34.          | NQ       | NQ       | NQ    | NQ      | [ 132 ] |
| Naoko Ishihara | skeet                      | 62           | 18.          | NQ       | NQ       | NQ    | NQ      | [ 132 ] |
| Yukie Nakayama | trap                       | 61           | 20.          | NQ       | NQ       | NQ    | NQ      | [ 132 ] |

### Szermierka
Mężczyźni
| Zawodnik        | Konkurencja          | 1/32             | 1/16             | 1/8              | Ćwierćfinały     | Półfinały        | Finał/3.miejsce  | Finał/3.miejsce | Źródło  |
| Zawodnik        | Konkurencja          | Przeciwnik Wynik | Przeciwnik Wynik | Przeciwnik Wynik | Przeciwnik Wynik | Przeciwnik Wynik | Przeciwnik Wynik | Pozycja         | Źródło  |
| --------------- | -------------------- | ---------------- | ---------------- | ---------------- | ---------------- | ---------------- | ---------------- | --------------- | ------- |
| Kenta Tokunan   | szabla indywidualnie | N/A              | Anstett P 13-15  | NQ               | NQ               | NQ               | NQ               | 28.             | [ 133 ] |
| Yūki Ōta        | floret indywidualnie | BYE              | Toldo P 13-15    | NQ               | NQ               | NQ               | NQ               | 17.             | [ 134 ] |
| Kazuyasu Minobe | szpada indywidualnie | BYE              | Fichera W 15-8   | Awdiejew W 15-12 | Grumier P 8-15   | NQ               | NQ               | 6.              | [ 135 ] |

Kobiety
| Zawodnik       | Konkurencja          | 1/32             | 1/16             | 1/8               | Ćwierćfinały     | Półfinały        | Finał/3.miejsce  | Finał/3.miejsce | Źródło  |
| Zawodnik       | Konkurencja          | Przeciwnik Wynik | Przeciwnik Wynik | Przeciwnik Wynik  | Przeciwnik Wynik | Przeciwnik Wynik | Przeciwnik Wynik | Pozycja         | Źródło  |
| -------------- | -------------------- | ---------------- | ---------------- | ----------------- | ---------------- | ---------------- | ---------------- | --------------- | ------- |
| Shiho Nishioka | floret indywidualnie | BYE              | Nam W 15-12      | Boubakri P 10-15  | NQ               | NQ               | NQ               | 16.             | [ 136 ] |
| Nozomi Nakano  | szpada indywidualnie | Terán W 15-12    | Łogunowa W 15-14 | Szemiakina W 11-8 | Szász P 4-15     | NQ               | NQ               | 8.              | [ 137 ] |
| Chika Aoki     | szabla indywidualnie | Grench P 5-15    | NQ               | NQ                | NQ               | NQ               | NQ               | 35.             | [ 138 ] |

### Taekwondo
| Zawodnik    | Konkurencja   | 1/8              | Ćwierćfinał      | Półfinał         | Repesaż          | Finał/3.miejsce  | Finał/3.miejsce | Źródło  |
| Zawodnik    | Konkurencja   | Przeciwnik Wynik | Przeciwnik Wynik | Przeciwnik Wynik | Przeciwnik Wynik | Przeciwnik Wynik | Pozycja         | Źródło  |
| ----------- | ------------- | ---------------- | ---------------- | ---------------- | ---------------- | ---------------- | --------------- | ------- |
| Mayu Hamada | -57 kg kobiet | Ben Ali W 9-0    | Wahba P 0-3      | NQ               | NQ               | NQ               | 9.              | [ 139 ] |

### Tenis stołowy
| Zawodnik                                | Konkurencja           | Eliminacje       | Runda 1          | Runda 2          | Runda 3          | 1/8 finału       | Ćwierćfinały     | Półfinały         | Finał            | Finał   | Źródło  |
| Zawodnik                                | Konkurencja           | Przeciwnik Wynik | Przeciwnik Wynik | Przeciwnik Wynik | Przeciwnik Wynik | Przeciwnik Wynik | Przeciwnik Wynik | Przeciwnik Wynik  | Przeciwnik Wynik | Pozycja | Źródło  |
| --------------------------------------- | --------------------- | ---------------- | ---------------- | ---------------- | ---------------- | ---------------- | ---------------- | ----------------- | ---------------- | ------- | ------- |
| Jun Mizutani                            | gra pojedyncza (m)    | BYE              | BYE              | BYE              | Gionis W 4-1     | Calderano W 4-2  | Freitas W 4-2    | Ma P 2-4          | Samsonau W 4-1   | brąz    | [ 140 ] |
| Kōki Niwa                               | gra pojedyncza (m)    | BYE              | BYE              | Toriola W 4-2    | Fegerl W 4-1     | Wong W 4-3       | Zhang P 1-4      | NQ                | NQ               | NQ      | [ 140 ] |
| Jun Mizutani Maharu Yoshimura Kōki Niwa | turniej drużynowy (m) | N/A              | N/A              | N/A              | N/A              | Polska · W 3-2   | Hongkong · W 3-1 | Niemcy · W 3-1    | Chiny · P 1-3    | srebro  | [ 140 ] |
| Ai Fukuhara                             | gra pojedyncza (k)    | N/A              | N/A              | N/A              | Dodean W 4-0     | Ri W 4-0         | Feng W 4-0       | Li Xiaoxia P ,0-4 | Kim P 1-4        | 4.      | [ 141 ] |
| Kasumi Ishikawa                         | gra pojedyncza (k)    | N/A              | N/A              | N/A              | Kim P 3-4        | NQ               | NQ               | NQ                | NQ               | NQ      | [ 141 ] |
| Ai Fukuhara Kasumi Ishikawa Mima Itō    | turniej drużynowy (k) | N/A              | N/A              | N/A              | N/A              | Polska · W 3-0   | Austria · W 3-0  | Niemcy · P 2-3    | Singapur · W 3-1 | brąz    | [ 141 ] |

### Tenis ziemny
| Zawodnik              | Konkurencja | 1/32                           | 1/16                                    | 1/8                                        | Ćwierćfinały                  | Półfinały               | Finał                       | Finał   | Źródło  |
| Zawodnik              | Konkurencja | Przeciwnik Wynik               | Przeciwnik Wynik                        | Przeciwnik Wynik                           | Przeciwnik Wynik              | Przeciwnik Wynik        | Przeciwnik Wynik            | Pozycja | Źródło  |
| --------------------- | ----------- | ------------------------------ | --------------------------------------- | ------------------------------------------ | ----------------------------- | ----------------------- | --------------------------- | ------- | ------- |
| Yūichi Sugita         | singel (m)  | Baker W 2:1 (5:7, 7:5, 6:4)    | Simon P 0:2 (6:7, 2:6)                  | NQ                                         | NQ                            | NQ                      | NQ                          | 17.     | [ 142 ] |
| Kei Nishikori         | singel (m)  | Ramos-Viñolas W 2:0 (6:2, 6:4) | Millman W 2:0 (7:6, 6:4)                | Martin W 2:0 (6:2, 6:2)                    | Monfils W 2:1 (7:6, 4:6, 7:6) | Murray P 0:2 (1:6, 4:6) | Nadal W 2:1 (6:2, 6:7, 6:3) | brąz    | [ 142 ] |
| Taro Daniel           | singel (m)  | Sock W 2:0 (6:4, 6:4)          | Edmund W 2:0 (6:4, 7:6)                 | del Potro P 1:2 (7:6, 1:6, 2:6)            | NQ                            | NQ                      | NQ                          | 9.      | [ 142 ] |
| Nao Hibino            | singel (k)  | Begu W 2-1 (6:4, 3:6, 6:3)     | Muguruza P 0-2 (1:6, 1:6)               | NQ                                         | NQ                            | NQ                      | NQ                          | 17.     | [ 143 ] |
| Misaki Doi            | singel (k)  | Szwiedowa W 2-0 (6:3, 6:4)     | Stosur P 0-2 (3:6, 4:6)                 | NQ                                         | NQ                            | NQ                      | NQ                          | 17.     | [ 143 ] |
| Misaki Doi Eri Hozumi | debel       | N/A                            | Garcia Mladenovic W 2-1 (6:0, 0:6, 6:4) | Kasatkina Kuzniecowa P 1-2 (4:6, 6:1, 1:6) | NQ                            | NQ                      | NQ                          | 9.      | [ 144 ] |

### Triathlon
| Zawodnik         | Konkurencja | Pływanie (1,5 km) | Zmiana 1 | Jazda na rowerze (40 km) | Zmiana 2   | Bieg (10 km) | Czas       | Pozycja | Źródło  |
| ---------------- | ----------- | ----------------- | -------- | ------------------------ | ---------- | ------------ | ---------- | ------- | ------- |
| Yuka Satō        | kobiety     | 19:08             | 0:58     | 1:01:24                  | 0:38       | 37:53        | 2:00:01    | 185.    | [ 145 ] |
| Ai Ueda          | kobiety     | 21:10             | 0:57     | 1:04:50                  | 0:37       | 36:03        | 2:03:37    | 39.     | [ 145 ] |
| Yurie Kato       | kobiety     | 20:06             | 0:56     | 1:07:13                  | 0:42       | 38:53        | 2:07:50    | 46.     | [ 145 ] |
| Hirokatsu Tayama | mężczyźni   | 17:34             | 0:47     | Zdublowany               | Zdublowany | Zdublowany   | Zdublowany | DNF     | [ 146 ] |

### Wioślarstwo
| Zawodnik                    | Konkurencja | Eliminacje | Eliminacje | Repesaż | Repesaż | Półfinały | Półfinały       | Finał   | Finał      | Miejsce | Źródło  |
| Zawodnik                    | Konkurencja | Czas       | M.         | Czas    | M.      | Czas      | M.              | Czas    | M.         | Miejsce | Źródło  |
| --------------------------- | ----------- | ---------- | ---------- | ------- | ------- | --------- | --------------- | ------- | ---------- | ------- | ------- |
| Hiroshi Nakano Hideki Omoto | LM2x        | 6:34,27    | 3.         | 7:11,20 | 4.      | 7:30,64   | 3. Półfinał C/D | 6:45,81 | 3. Finał C | 15.     | [ 147 ] |
| Ayami Oishi Chiaki Tomita   | LW2x        | 7:15,75    | 4.         | 8:00,50 | 2.      | 7:46,11   | 6. Półfinał A/B | 7:42,87 | 6. Finał B | 12.     | [ 148 ] |

### Zapasy
Mężczyźni - styl klasyczny
| Zawodnik       | Konkurencja | Kwalifikacje     | 1/8              | Ćwierćfinał      | Półfinał         | Repesaż 1        | Finał/ 3.miejsce | Finał/ 3.miejsce | Źródło  |
| Zawodnik       | Konkurencja | Przeciwnik Wynik | Przeciwnik Wynik | Przeciwnik Wynik | Przeciwnik Wynik | Przeciwnik Wynik | Przeciwnik Wynik | Pozycja          | Źródło  |
| -------------- | ----------- | ---------------- | ---------------- | ---------------- | ---------------- | ---------------- | ---------------- | ---------------- | ------- |
| Shinobu Ōta    | -59 kg      | Surijan W 5-4    | Kebyspajew W 6-0 | Berge W 4-0      | Bayramov W 4-2   | N/A              | Borrero P 0-8    | srebro           | [ 149 ] |
| Tomohiro Inoue | -66 kg      | BYE              | Štefanek P 0-4   | NQ               | NQ               | Stäbler W 3-1    | Bolkwadze P 0-3  | 5.               | [ 150 ] |

Mężczyźni - styl wolny
| Zawodnik        | Konkurencja | Kwalifikacje     | 1/8              | Ćwierćfinał       | Półfinał         | Repesaż 1        | Repesaż 2        | Finał                 | Finał   | Źródło  |
| Zawodnik        | Konkurencja | Przeciwnik Wynik | Przeciwnik Wynik | Przeciwnik Wynik  | Przeciwnik Wynik | Przeciwnik Wynik | Przeciwnik Wynik | Przeciwnik Wynik      | Pozycja | Źródło  |
| --------------- | ----------- | ---------------- | ---------------- | ----------------- | ---------------- | ---------------- | ---------------- | --------------------- | ------- | ------- |
| Rei Higuchi     | -57 kg      | Yang W 12-2      | Łaczinow W 10-0  | Bonne W 8-4       | Rahimi W 10-5    | N/A              | N/A              | Chinczegaszwili P 3-4 | srebro  | [ 151 ] |
| Sōsuke Takatani | -74 kg      | Ilyasov W 6-0    | Khadjiev W 5-4   | Öserbajew 'P" 4-3 | NQ               | N/A              | N/A              | NQ                    | 7.      | [ 152 ] |

Kobiety - styl wolny
| Zawodniczka   | Konkurencja | Kwalifikacje     | 1/8              | Ćwierćfinał      | Półfinał          | Repesaż 1        | Repesaż 2        | Finał/3.miejsce  | Finał/3.miejsce | Źródło  |
| Zawodniczka   | Konkurencja | Przeciwnik Wynik | Przeciwnik Wynik | Przeciwnik Wynik | Przeciwnik Wynik  | Przeciwnik Wynik | Przeciwnik Wynik | Przeciwnik Wynik | Pozycja         | Źródło  |
| ------------- | ----------- | ---------------- | ---------------- | ---------------- | ----------------- | ---------------- | ---------------- | ---------------- | --------------- | ------- |
| Eri Tōsaka    | -48 kg      | BYE              | Jeszymowa W 6-0  | Augello W 11-2   | Sun W 8-3         | N/A              | N/A              | Stadnik W 3-2    | złoto           | [ 153 ] |
| Saori Yoshida | -53 kg      | BYE              | Synyszyn W 4-0   | Sambou W 9-0     | Argüello W 6-0    | N/A              | N/A              | Maroulis P 1-4   | srebro          | [ 154 ] |
| Kaori Ichō    | -58 kg      | BYE              | al-Amiri W11-0   | Yeşilırmak W 3-1 | Ratkiewicz W 10-0 | N/A              | N/A              | Kobłowa W 3-2    | złoto           | [ 155 ] |
| Risako Kawai  | -63 kg      | BYE              | Michalik W5-0    | Grigorjeva W 8-2 | Trażukowa W 10-0  | N/A              | N/A              | Mamaszuk W 6-0   | złoto           | [ 155 ] |
| Sara Doshō    | -69 kg      | Stadnik W10-2    | Tosun W12-0      | Yeats W 7-2      | Fransson W 7-2    | N/A              | N/A              | Worobjowa W 2-2  | złoto           | [ 155 ] |
| Rio Watari    | -75 kg      | BYE              | Ferreira P1-3    | NQ               | NQ                | N/A              | N/A              | NQ               | 14.             | [ 155 ] |

### Żeglarstwo
Kobiety
| Zawodnik                   | Konkurencja  | Wyścig | Wyścig | Wyścig | Wyścig | Wyścig | Wyścig | Wyścig | Wyścig | Wyścig | Wyścig | Wyścig | Wyścig | Wyścig | Punkty | Finałowa pozycja | Źródło  |
| Zawodnik                   | Konkurencja  | 1      | 2      | 3      | 4      | 5      | 6      | 7      | 8      | 9      | 10     | 11     | 12     | M*     | Punkty | Finałowa pozycja | Źródło  |
| -------------------------- | ------------ | ------ | ------ | ------ | ------ | ------ | ------ | ------ | ------ | ------ | ------ | ------ | ------ | ------ | ------ | ---------------- | ------- |
| Megumi Iseda               | RS:X         | 23     | 22     | 19     | 22     | 15     | 14     | 27     | 13     | 19     | 13     | 18     | 20     | NQ     | 199    | 20.              | [ 156 ] |
| Manami Doi                 | Laser Radial | 21     | 14     | 18     | 24     | 24     | 23     | 2      | 1      | 15     | 21     | N/A    | N/A    | NQ     | 139    | 20.              | [ 157 ] |
| Ai Kondo Miho Yoshioka     | 470          | 1      | 4      | 3      | 7      | 19     | 9      | 12     | 4      | 11     | 1      | N/A    | N/A    | 14     | 66     | 5.               | [ 158 ] |
| Keiko Miyagawa Sena Takano | 49erFX       | 21     | 15     | 20     | 19     | 18     | 20     | 20     | 19     | 21     | 19     | 19     | 20     | NQ     | 210    | 20.              | [ 159 ] |

Mężczyźni
| Zawodnik                     | Konkurencja | Wyścig | Wyścig | Wyścig | Wyścig | Wyścig | Wyścig | Wyścig | Wyścig | Wyścig | Wyścig | Wyścig | Wyścig | Wyścig | Punkty | Finałowa pozycja | Źródło  |
| Zawodnik                     | Konkurencja | 1      | 2      | 3      | 4      | 5      | 6      | 7      | 8      | 9      | 10     | 11     | 12     | M*     | Punkty | Finałowa pozycja | Źródło  |
| ---------------------------- | ----------- | ------ | ------ | ------ | ------ | ------ | ------ | ------ | ------ | ------ | ------ | ------ | ------ | ------ | ------ | ---------------- | ------- |
| Makoto Tamizawa              | RS:X        | 10     | 8      | 18     | 19     | 13     | 22     | 7      | 14     | 18     | 15     | 14     | 2      | NQ     | 138    | 15.              | [ 160 ] |
| Kazuto Doi Kimihiko Imamura  | 470         | 15     | 21     | 16     | 16     | 15     | 16     | 22     | 12     | 7      | 17     | N/A    | N/A    | NQ     | 135    | 17.              | [ 161 ] |
| Yukio Makino Kenji Takahashi | 49er        | 3      | 15     | 17     | 8      | 8      | 2      | 19     | 12     | 17     | 15     | 16     | 20     | NQ     | 132    | 18.              | [ 162 ] |

M = Wyścig medalowy